# Полет 814 на „Индиан Еърлайнс“
Полет 814 на „Индиан Еърлайнс“ е редовен международен пътнически полет от международното летище „Трибхуван“, Катманду, Непал, до международното летище „Индира Ганди“, Делхи, Индия, управляван от „Индиан Еърлайнс“. На 24 декември 1999 г. самолетът „Еърбъс А300B2-101“, който изпълнява полета, е отвлечен от петима членове на „Харкат ул муджахидин“, малко след като навлиза в индийското въздушно пространство. Терористите принуждават екипажа да промени маршрута първо към Амритсар (Индия), а след това и до Лахор (Пакистан) и Дубай (ОАЕ), където са освободени 27 пътници и е предадено тялото на един убит пътник. На другия ден самолет излита и каца в Кандахар, Афганистан.
По това време по-голямата част от Афганистан, включително летището в Кандахар, е под контрола на талибаните. Външната намеса е възпрепятствана от талибански мъже, обграждащи самолета, и от присъствието на двама служители от Междуведомственото разузнаване на Пакистан. На 27 декември, след два дни вътрешни дискусии, индийското правителство изпраща екип от преговарящи. След дни на преговори Индия се съгласява да освободи трима мъже, които се намират в неин затвор заради тероризъм – Ахмед Омар Саид Шейх, Масуд Азхар и Муштаг Ахмед Заргар – в замяна на заложниците.
Кризата със заложниците приключва на 31 декември, когато всички са освободени, след като индийското правителство предава тримата затворници на талибаните. Въпреки очаквания, че затворниците и похитителите ще бъдат арестувани, мъжете са откарани до пакистанската граница и освободени. Оттогава са заподозрени за участие в други инциденти, свързани с тероризъм, като нападението срещу индийския парламент през 2001 г., отвличането и убийството на Даниел Пърл през 2002 г., нападението в Патанкот през 2016 г. и нападението в Пулвама през 2019 г.
Централното бюро за разследване на Индия повдига обвинения на 10 души във връзка със случая (местонахождението на 7, включително на 5 похитители, е неизвестно), от които само двама са осъдени и наказани с доживотен затвор. Отвличането е част от плановете за атаки от началото на хилядолетието в края на 1999 г. и началото на 2000 г. от терористи, свързани с „Ал-Каида“.